# Tim Meeusen
Tim Meeusen (Lier, província d'Anvers, 7 de novembre de 1977) va ser un ciclista belga, que fou professional del 2002 al 2009.

## Palmarès
- 2000
  - 1r a la Fletxa flamenca
  - 1r a la Brussel·les-Opwijk